# 桐生麻耶
桐生 麻耶（きりゅう あさや、5月11日 - ）は、OSK日本歌劇団の男役スター。特別専科（元トップスター）。栃木県真岡市出身。東京女子体育大学中退。栃木県真岡市アンバサダー。O型。身長175cm。

## 略歴・人物
- 父親がスペイン系アメリカ人（スペインとアメリカのハーフ）で、母親が日本人。
- 入団前は陸上競技に明け暮れ、ハードな七種競技でインターハイ2位入賞の経験もある。劇団を受験したきっかけは、大学の友人からOSKの映像を見せてもらったこと。それまでは舞台の世界を全く知らず[1]、劇団四季さえ知らなかったが、ラインダンスと男役に感動したという。[2]
- 1995年、日本歌劇学校入学。70期生。同期に爽加凛、陵ちはや、丘もゆる、雪乃美玲、凛珠さあなら。
- 1997年2月、近鉄劇場『上海夜想曲』で初舞台。4月頃にOSK日本歌劇団に入団。芸名は憧れの一期上の上級生・高世麻央から一字をとった。[3]
- 2003年、当時の親会社であった近畿日本鉄道の事業撤退により劇団の解散に見舞われるが、技芸員（劇団員）有志による「OSK存続の会」メンバーとして活動。
- 2004年、新たに旗揚げしたNewOSK日本歌劇団（当時）の立ち上げメンバーに。この頃から座長公演を任される機会が増え、劇団の中心を担う男役スターに成長。
- 2014年、元トップスター・桜花昇ぼるの退団以降は序列第2位をキープ。桜花の後任となったトップスター・高世麻央に次ぐポジションで活躍。
- 2017年12月、故郷・栃木県真岡市でレビューショーを開催。座長を務める。実質的な凱旋公演となった。
- 2018年7月9日、新橋演舞場公演『レビュー夏のおどり』をもって高世が退団。翌月8月1日付、劇団公式ホームページにてトップスター就任が発表された。[4]
- 2019年度の咲くやこの花賞（演劇・舞踊部門）を受賞した。[5] [6]
- 2020年2月15日、2020年7月31日をもって特別専科への移籍が決まったことが発表された。トップスターとしての最後の公演は7月開催の京都南座でのものになる予定であった[7]。しかし同年の新型コロナウイルス感染症流行の影響で3月から9月までの公演が中止の事態となり、特別専科への移籍は2021年3月31日になる[8]。
- 2022年8月、自身の出身地である栃木県真岡市のアンバサダーに就任した[9]。

## 主な舞台

### 近鉄OSK時代
- 1997年2月 - 近鉄劇場『上海夜想曲』
- 1999年6月 - 近鉄小劇場『翼ある者』アレフ役
- 2000年7月 - 近鉄小劇場『Blind』鬼若役
- 2001年2・6月 - 『闇の貴公子』
- 2001年3月 - あやめ池春季公演『長ぐつをはいたネコ』門番役
- 2002年8月 - 近鉄小劇場『恋はシャッフル!』ジョー役
- 2002年10月 - あやめ池秋季公演『ボン・ボヤージュ』
- 2002年3月 - 近鉄劇場『ASUKAの嵐』
- 2003年2月 - 『新・闇の貴公子』カイ役
- 2003年5月 - 近鉄劇場『Endress Dream』

### 新OSK時代
- 2003年8月 - 近鉄劇場『熱烈歌劇 re‐BIRTH』ジェリー役
- 2003年10月 - たけふ菊人形公演『愛…。そして美しき旅立ち』
- 2003年11月 - 新神戸オリエンタル劇場『We Love OSK レビューショー 美しき旅立ち』
- 2004年4月 - 松竹座 　レビュー春のおどり
- 2004年9月 - 松竹座 　レビュー秋のおどり
- 2004年10月 - たけふ菊人形公演『ルネッサンスOSK』
- 2004年11月 - 世界館『BRILLIANT∞インフィニティ』
- 2005年1月 - 世界館『ダンディ』 *初主演
- 2005年4月 - 松竹座　レビュー春のおどり
- 2005年5月 - 世界館『レディレインの肖像』フランツ伯爵／ジェラール役　*主演
- 2005年8月 - アピオ大阪『遥かなる空の果て』ルチアーノ役
- 2005年8月 - 太閤園（大阪）ディナーショー『安寿と厨子王物語り』厨子王役　*主演
- 2005年9月 - 世界館『ダンディ』*主演
- 2005年10月 - たけふ菊人形公演『秋の空にジャンプ!』
- 2005年11月 - 森ノ宮ピロティホール『ダンシング NewOSK』
- 2005年12月～2006年2月 - 松竹座・名鉄ホール・天王洲アートスフィア - 『わが歌ブギウギ』*外部出演
- 2006年4月 - 松竹座　レビュー春のおどり『義経桜絵巻』平清盛役
- 2006年6月 - 世界館『タイニイ・バブルス』*主演
- 2006年8月 - アピオ大阪『華麗なるメヌエット』サリエリ役
- 2006年9月 - 松竹座　レビュー秋のおどり MOVE ON!!
- 2006年10月 - たけふ菊人形公演『秋のコンチェルト』
- 2007年1月 - 世界館『桜の国からごあいさつ』
- 2007年1月 - シアターブラーバ『バロン』フィールド先生役
- 2007年2月 - なら100年会館大ホール『Rhythm&Dance』
- 2007年4月 - 松竹座　レビュー春のおどり
- 2007年6月 - 高石文化会館『Rhythm&Dance』*主演
- 2007年7月 - 世界館『Viva OSK!』*主演
- 2007年9月 - 世界館『ス・ワンダフル』ポール・ホワイトマン役
- 2007年11月 - 南座　レビュー in KYOTO『源氏千年夢絵巻』惟光／桐壺帝役
- 2007年12月 - 宇陀文化ホール（奈良）『Viva OSK!』*主演
- 2008年4月 - 松竹座　レビュー春のおどり
- 2008年5月 - そごう劇場『二つの星の物語』ミエル役
- 2008年7月 - 南座　レビュー in KYOTO Ⅱ『源氏千年夢絵巻 輪舞曲』死神役　『ミレニアム・ドリーム』プレスリー役
- 2008年10月 - たけふ菊人形公演『光源氏 紫式部絵巻』柏木・ポンタン役 他
- 2008年11月 - 世界館『ダンディ』*主演
- 2009年3月 - 松竹座　レビュー春のおどり『桜彦 翔る！』瀬戸役
- 2009年7月 - 南座　レビュー in KYOTO Ⅲ
- 2009年10月 - たけふ菊人形公演『ファシネーション』*主演
- 2010年1月 - サンケイホールブリーゼ『YUKIMURA』徳川家康役
- 2010年4月 - 松竹座　レビュー春のおどり『桜彦 翔る！エピソードⅡ』グリッソム役
- 2010年7月 - 南座　レビュー in KYOTO Ⅳ「みやこ浪漫　RYOMA」勝海舟役
- 2010年7月 - 上海万博『夢の旅人 NAKAMARO』玄宗皇帝役
- 2010年9月 - ABCホール『総司恋歌』土方歳三役
- 2010年10月 - 一心寺シアター倶楽（大阪）『ダンディ』*主演
- 2010年12月 - 大阪国際交流センター『女帝を愛した男』プガチョフ役
- 2011年2月 - 心斎橋クラブクアトロ『Lantana』*主演
- 2011年4月 - 松竹座　レビュー春のおどり
- 2011年5月 - 一心寺シアター倶楽／北國新聞赤羽ホール（石川）『Burn The Passion』
- 2011年7月 - 南座　レビュー虹のおどり
- 2011年9月 - 三越劇場『桜NIPPON踊るOSK!』
- 2011年11月 - オ・セイリュウ（大阪）　サロンコンサート『Delight』*主演
- 2012年1・2月 - ドーンセンター（大阪）／三越劇場『ADDIO』アリーゴ役
- 2012年4月 - 松竹座　レビュー春のおどり
- 2012年5月 - 北國新聞赤羽ホール『ADDIO』アリーゴ役
- 2012年7月 - 南座　レビュー in KYOTO「シンデレラ♥パリ」ポポロ役
- 2012年8月 - 大丸心斎橋劇場『レディレインの肖像』フランツ伯爵／ジェラール役　*主演
- 2012年10月 - たけふ菊人形『清盛疾風伝』平清盛役　*主演
- 2012年12月 - 東京會舘　クリスマスディナーショー『HEART♥JACK』
- 2013年2月 - なんばHatch『熱烈歌劇2013～歌劇のススメ～』
- 2013年4月 - 松竹座　レビュー春のおどり
- 2013年6月 - 大丸心斎橋劇場『MOUSTACHE』ケビン役　*高世麻央とWキャスト
- 2013年6月 - 大丸心斎橋劇場『SAKURA Wonderland』
- 2013年8月 - 南座　レビュー in KYOTO『Love Traveler』カルロ役
- 2013年9月 - 三越劇場『L’Arc-en-Ciel～虹色のパリ～』クレヨン役
- 2013年11月 - 大丸心斎橋劇場　桐生麻耶トーク＆ショー『Gift～貴方への贈り物～』*主演
- 2014年5月 - 松竹座　レビュー春のおどり
- 2014年7月 - 大丸心斎橋劇場『開演ベルは殺しのあとに』ジェイ役　*楊琳とW主演
- 2014年8月 - 新橋演舞場　レビュー夏のおどり
- 2014年9月 - 先斗町歌舞練場（京都）／三越劇場／大丸心斎橋劇場　桜NIPPON踊るOSK2014『炎舞』黒百合丸役
- 2014年12月 - ラグナヴェールOSAKA『CHRISTMAS PREMIUM SHOW』
- 2015年2月 - 近鉄アート館　CRYSTAL PASSION『若さま隠密道中』志摩屋文左衛門役
- 2015年3月 - セント・ラファエロ教会（大阪）　OSKレビューカフェ『SENSATION』*主演
- 2015年6月 - 松竹座　レビュー春のおどり
- 2015年7月 - セント・ラファエロ教会／ボウ・デパール（京都）　OSKレビューカフェ（桐生チーム） *主演
- 2015年8～9月 - 先斗町歌舞練場／三越劇場 CRYSTAL PASSION『若さま隠密道中』志摩屋文左衛門役
- 2015年10月 - 近鉄アート館『OSKミュージックスタジオ』
- 2015年11月 - 南座　レビュー in Kyoto
- 2016年1～2月 - ナレッジシアター（大阪）／銀座博品館劇場『カンタレラ2016』チェーザレ・ボルジア役　*主演

- 2016年5月 - 松竹座　レビュー春のおどり
- 2016年6月 - セント・ラファエロ教会　OSKレビューカフェ『Black Diamond』*主演
- 2016年7月 - 新橋演舞場　レビュー夏のおどり
- 2016年10～11月　大阪ビジネスパーク円形ホール／たけふ菊人形公演『レジェンド　愛の神話』
- 2017年1～2月 - 近鉄アート館／銀座博品館劇場『真・桃太郎伝説 鬼ノ城』温羅役
- 2017年4月 - 近鉄アート館『Let's Hung Out!』 *折原有佐とW主演
- 2017年6月 - 松竹座　レビュー春のおどり『桜鏡～夢幻義経譚～』武蔵坊弁慶役
- 2017年8～9月 - 新橋演舞場　レビュー夏のおどり『桜鏡～夢幻義経譚～』武蔵坊弁慶役
- 2017年10月 - YES THEATER（大阪）『JAZZY～DANCE AND THE BEAT～』*主演
- 2017年12月 - 真岡市民会館（栃木）『JAZZY～DANCE AND THE BEAT～』 *主演
- 2018年3月 - 大丸心斎橋劇場『巴里のアメリカ人』 ジェリー・ミリガン役　*主演
- 2018年5月 - 松竹座　レビュー春のおどり
- 2018年7月 - 新橋演舞場　レビュー夏のおどり

### トップスター就任後
- 2018年9～11月、越前市文化センター『たけふ菊人形公演「GERSHWIN NIGHT」』　*プレお披露目公演
- 2019年3～4月、新橋演舞場・大阪松竹座　レビュー春のおどり　*トップお披露目公演
- 2019年5～6月、心斎橋角座『レベンディス 理想の男性像』
- 2019年7月、南座『OSK SAKURA REVUE』「歌劇 海神別荘」海の公子役
- 2019年8～9月、ドーンセンター『Viva La Vida!!』
- 2019年10～11月、越前市文化センター『たけふ菊人形公演「Viva La Vida!!」』
- 2019年12月～2020年1月、ABCホール・銀座博品館劇場『天使の歌が聞こえる』 ジェームズ・ハミルトン役
- 2020年4月・5月、大阪松竹座・新橋演舞場『レビュー春のおどり』（公演中止）
- 2020年7月、京都南座『OSK SUMMER SPECIAL 2020』（公演中止）
- 2020年11月、大阪松竹座「OSKだよ全員集合！ Memorial Show & Premium Talk」
- 2021年1月・3月、大阪松竹座・新橋演舞場『レビュー春のおどり ツクヨミ／Victoria!』

### 特別専科移籍後
- 2021年6月・8月、大阪松竹座・新橋演舞場『レビュー夏のおどり STARt』
- 2021年7月、京都南座「松竹新喜劇 夏まつり特別公演」新作喜劇『一休さん』蜷川新右衛門役　外部出演
- 2021年12月、近鉄アート館『THE REVUE SHOW』　*主演
- 2022年2月・3月、大阪松竹座・新橋演舞場『劇団創立100周年記念「レビュー春のおどり 光／INFINITY」』[注釈 1]
- 2022年7月、京都南座『劇団創立100周年記念 南座「レビューin Kyoto ミュージカルロマン 陰陽師／INFINITY」』[注釈 2]
- 2022年9月、中之島中央公会堂『創立100周年記念コンサート』
- 2022年11月、KOBELCO 真岡いちごホール『栃木県真岡市公演「DELIGHT」～真岡市アンバサダー就任記念～』　*主演
- 2022年12月、近鉄アート館『近松TRIBUTE』　*主演 [注釈 3]
- 2023年2月、大阪松竹座・新橋演舞場『レビュー春のおどり ミュージカルアクト レ・フェスティバル／未来への扉～Go to Future～』
- 2023年7月、クールジャパンパーク大阪TTホール『レビュー Road to 2025!! 春・夏・秋・冬／HEAT!!』
- 2023年9月、KOBELCO 真岡いちごホール『第3回 栃木県真岡市公演「レビューCalling Moon」』　*主演
- 2023年10月〜11月、越前市文化センター『第43回「たけふレビュー」 in たけふ人形展』　*主演
- 2023年12月、高槻城公園芸術文化劇場『OSK日本歌劇団高槻公演 高山右近物語／Calling Moon』  [注釈 4]
- 2024年1月、益子町民会館（ホール）『空良玲澄 SPECIAL SHOW～Precious stones～』　*スペシャルゲスト
- 2024年4月、大阪松竹座『レビュー春のおどり　春楊桜錦絵／BAILA BAILA BAILA』[注釈 5][10]
- 2024年7月、京都南座『レビュー in Kyoto　BAILA BAILA BAILA 南座バージョン』 [11]
- 2024年8月、新橋演舞場『レビュー 夏のおどり　春楊桜錦絵／BAILA BAILA BAILA』[12]
- 2024年11月、COOL JAPAN PARK OSAKA TTホール『レビュー Road to 2025!!　四季彩／Shining Life』 [13][14]
- 2024年12月、KOBELCO 真岡いちごホール『真岡市市制施行70周年記念事業「OSKレビュー　Maximum」』 ＊主演 [15][16]
- 2025年6月、大阪松竹座『レビュー 春のおどり　翔〜Fly High〜／The Legendary!』[注釈 6][17]
- 2025年8月、新橋演舞場『レビュー 夏のおどり　翔〜Fly High〜／The Legendary!』[注釈 6][18]
- 2025年11月、「じゃりン子チエ」（大阪松竹座） - 小鉄役　外部出演[19][20]
- 2026年1月〜3月、銀座博品館劇場・ナレッジシアター・メニコンシアターAoi・adsホール『梅雨将軍信長』

### OSK Revue Cafe in Brooklyn Parlor OSAKA
- 2020年8月～10月、『桐生麻耶スペシャルライブ』 ＊主演
- 2020年8月、『BPまつり桐生麻耶』
- 2021年1月、『桐生麻耶ご挨拶 お疲れ様会』
- 2021年4月、『桐生麻耶 Grand Party』
- 2021年5月、『桐生麻耶スペシャルライブ』 ＊主演
- 2021年8月～9月、『DELIGHT』 ＊主演
- 2021年12月、『桐生麻耶 OSKレビューの世界 スペシャルライブ＆トーク DELIGHT』
- 2022年3月～4月・10月、『DELIGHT』 ＊主演
- 2022年6月・8月、『桐生麻耶スペシャルライブ』 ＊主演
- 2023年4月、『桐生麻耶スペシャルライブ「Liberatio」』 ＊主演
- 2024年5月～6月、『Liberatio』 ＊主演 [21]
- 2024年10月、『Maximum』 ＊主演 [22]